# Деветоредово енеаграмично пано
Деветоредово енеаграмично пано е правилно хиперболично звездовидно пано. Дуалното пано е енеаграмичноредово деветоъгълно пано. На всеки връх има девет енеаграма. Връхната фигура е правилен деветоъгълник. По структурата неговият аналог се нарича деветоделно деветоъгълно пано.

## Свързани многостени и пана
Когато p е равен на:
- 5 (малък звездовиден додекаедър). Малкият звездовиден додекаедър също е звездовидно пано.
- 7 (седморедово хептаграмично пано)
- 9 (деветоредово енеаграмично пано)